# غرايم صموئيل
غرايم صموئيل (بالإنجليزية: Graeme Samuel)‏ هو محامي أسترالي، ولد في 31 مايو 1946.